# 리사 게이

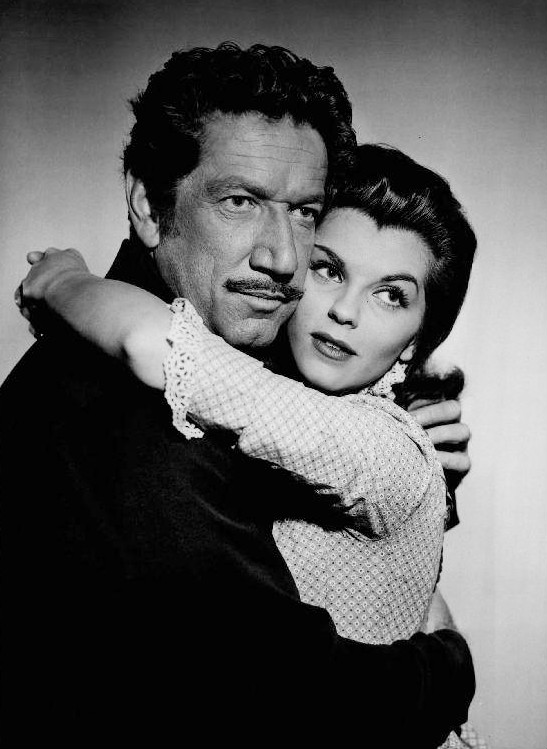

리사 게이(Lisa Gaye, 1935년 3월 6일 ~ 2016년 7월 14일)는 미국의 가수, 배우, 댄서, 영화배우이다.
덴버에서 태어났으며 휴스턴에서 사망하였다.

## 영화
- 엽기 영화 공장 (1999년)
- 누크족 3 (1995년)
- 비키니 비치 레이스 (1992년)
- 누크족 2 (1991년)
- 톡식 어벤저 3 (1989년)
- 서부를 향해 달려라 (1965년)
- 프론티어 레인저스 (1959년)
- 선셋 77번가 (1958년)
- 조로의 싸인 (1958년)
- 서부의 파라딘 (1957년)
- 페리 메이슨 (1957년)
- 1만개의 침실들 (1957년)
- 쉐이크, 래틀 & 락! (1956년)
- 락 어라운드 더 클락 (1956년)
- 샤이안 (1955년)
- 글렌 밀러 스토리 (1954년) - 바비섹서 역
- 거대한 강박관념 (1954년)